# الفرقة السادسة (العراق)
الفرقة السادسة هي تشكيل من الجيش العراقي، تشكلت لأول مرة بعد عام 1959، وحُوِّلَت إلى فرقة مدرعة بحلول عام 1973، ولكن حُلَّت في عام 2003. وأُصلِحَت كجزء من الجيش الجديد في أغسطس 2005.
كانت الفرقة موجودة خلال حرب أكتوبر على مرتفعات الجولان، ولكن لا يبدو أنها شهدت الكثير من الأحداث. وكان أحد مكوناتها خلال الحرب اللواء المدرع الثلاثون. قاتلت خلال العديد من معارك الحرب العراقية الإيرانية. وفي وقت لاحق من الحرب، كانت موجودة في معركة الفاو الثانية عام 1988 مع فرقة المشاة السابعة. عملت مع الفيلق الرابع خلال حرب الخليج الفارسي ثم قاتلت ضد الأكراد في الشمال عام 2000. وقد تم عُيِّنَت في الفيلق الثالث قبل غزو العراق عام 2003 مباشرة. في ذلك الوقت، كانت تضم اللواء الميكانيكي الخامس والعشرين واللواء المدرع الثلاثون واللواء المدرع السبعين. وقد جُهِّزَت بدبابات T-55 ومركبات BMP-1. أصبحت غير قادرة على القتال خلال معركة الناصرية في مارس/آذار 2003، أثناء الغزو. ثم حُلَّت مع بقية الجيش العراقي بموجب الأمر رقم 2 الصادر عن سلطة الائتلاف المؤقتة.
بدأت إعادة بناء الجيش العراقي عام 2003. وسرعان ما بدأ تشكيل الوحدات التي ستُشكل الفرقة السادسة. "في حين أن معظم كتائب الفرقة السادسة وحدات سابقة للحرس الوطني العراقي، وبعضها يعود أصلها إلى سلف الحرس الوطني العراقي، فيلق الدفاع المدني العراقي، إلا أن مقر الفرقة لم يُشكل إلا في أغسطس 2005."
الفرقة السادسة هي أقدم تشكيلات الجيش في بغداد. وتضم تشكيلاتها التابعة:
- 1 (كوبراس) اللواء الآلي. يكتب ماكجراث أن هذا اللواء قد أعيد تسميته من اللواء الأربعين، الحرس الوطني العراقي، على ما يبدو بعد فترة من توليه السيطرة على منطقة مسؤولية في بغداد في فبراير 2005.[5] ويبدو أن اللواء كان في الأصل مكونًا من الكتائب 302 و303 و306 و307 (ICDC أو ING).
- اللواء الثاني. لم يُدرج على أنه نشط حتى مارس 2010. تأسس في أكتوبر 2004 على يد جواد رومي الدايني في شرق بغداد، وهي منطقة تضم الجيب السني في الأعظمية ومدينة الصدر.[6] هذا اللواء، أحد أفضل الألوية في الفرقة، استُخدم كأساس للفرقة الحادية عشرة (وهي اليوم اللواء 42).
- - اللواء الثالث (نسور بغداد) مغاوير (هجوم جوي) – يسمى اليوم اللواء 25، وقد تم نقله إلى فرقة المغاوير 17.
- اللواء الرابع (مدافعو بغداد) مشاة (هجوم جوي)

وكان يقود الفرقة في السابق اللواء مبهر حاتم الدليمي الذي قتل في عام 2006.
بالنظر إلى الماضي، ربما كان من الممكن أيضًا في أبو غريب أن المالكي لم يكن يرفض ببساطة كبح جماح قائد عراقي مُعوِّق، ناصر غنام، بل كان يُوجِّه تصرفاته. في السنوات اللاحقة، وجد التحالف أن ناصر والمالكي كانت تربطهما علاقات شخصية وثيقة، مما يعني أن ناصر كان يتصرف بناءً على تعليمات المالكي.
عندما حاصر اللواء الثاني من فرقة المشاة الأولى بقيادة العقيد بيرتون، المرقد الذي يسيطر عليه الأعرجي في 29 أبريل/نيسان 2007، لاعتقال قادة من جيش المهدي كانوا يعلمون بوجودهم، تعرضوا لنيران آر بي جي والأسلحة الخفيفة [رايبورن وسوبتشاك، المجلد الثاني، ص 210-211]. استدعى الأمريكيون كتيبة من اللواء الأول من الفرقة السادسة في الجيش العراقي للمساعدة، ولكن بدلاً من مساعدتهم، هبّ الجنود العراقيون لمساعدة مسلحي جيش المهدي في المرقد. أسفرت المواجهة التي استمرت يومين عن مقتل تسعة جنود عراقيين على الأقل كانوا قد تحالفوا مع الميليشيا، وانتهت بمرسوم برلماني يمنع القوات الأمريكية من منطقة مساحتها كيلومتر مربع واحد حول المرقد.

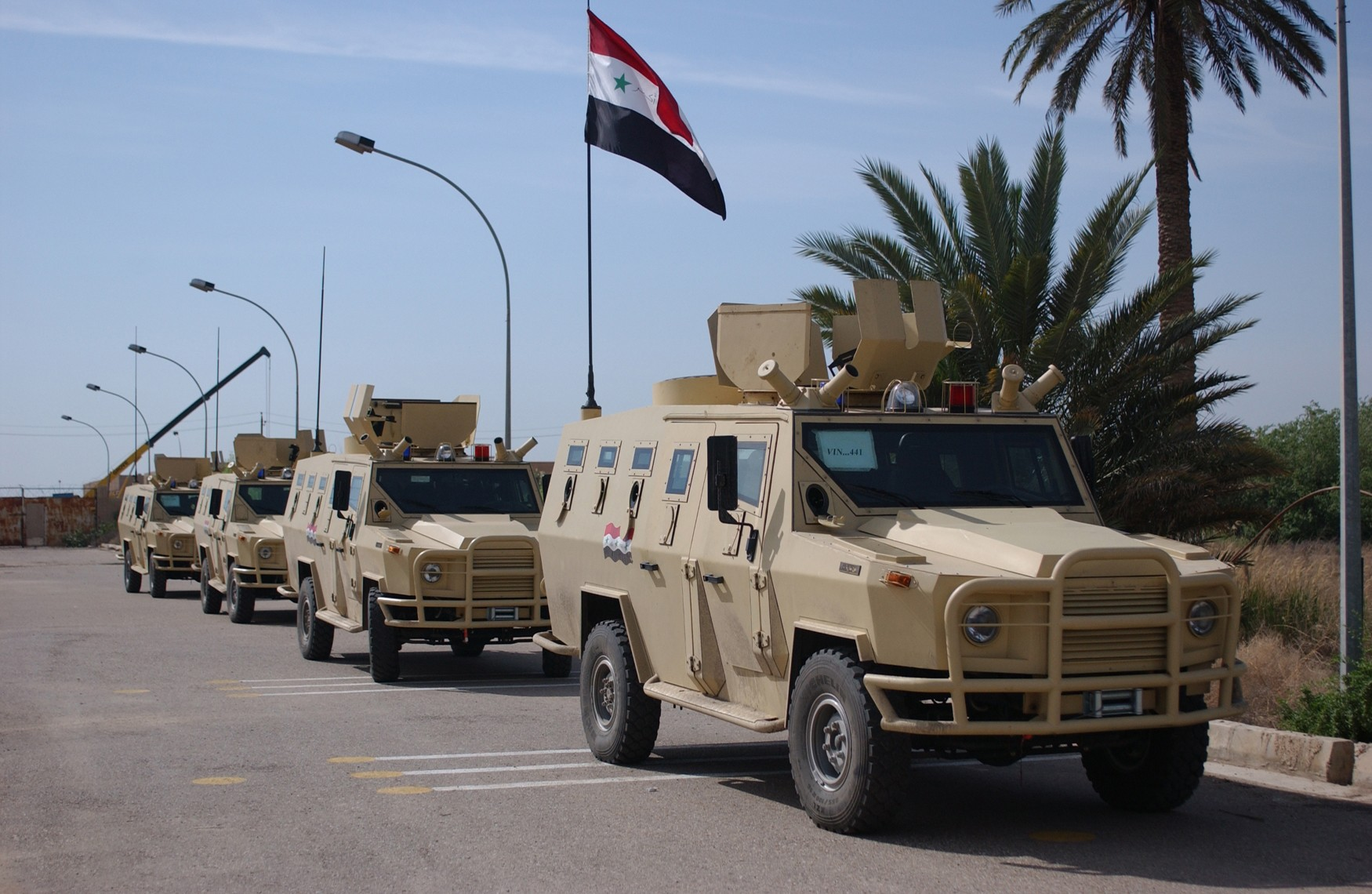
استلمت سرية الشرطة العسكرية التابعة للفرقة السادسة من الجيش أربع مركبات بولندية في مارس/آذار 2006 من وزارة الدفاع العراقية. تُعدّ مركبات Dzik -3 ترقيةً هائلةً لمركبات الخدمات الخفيفة التي استخدمتها الشرطة العسكرية العراقية منذ بداية الحرب.

في مارس 2010، قُدِّر ترتيب المعركة للفرقة من قبل دي جي إليوت على النحو التالي:
- مقر الفرقة – غرب بغداد. كما تولى القائد العام قيادة منطقة الكرخ، التي تغطي مناطق غرب بغداد الخمس وهي الكاظمية، الكرخ، المنصور، البياع، والدورة.
- الكتيبة السادسة للقوات الخاصة - غرب بغداد (المثنى القديمة) HMMWV/6x6
- اللواء الآلي الثاني والعشرون (كوبرا) - تدريبات في نينوى في 10 فبراير
  - لواء القوات الخاصة الثاني والعشرون - يتحرك إلى الموصل HMMWV/6x6؛
  - كتائب شمال غرب بغداد (الكاظمية)، 3-22 بن أبو عثم
  - بطارية هاون، كتيبة دعم لواء مخطط لها
- اللواء 24 (المثنى) الآلي – الدعم اللوجستي C1 بحلول سبتمبر 2008؟
  - كتيبة القوات الخاصة للواء 24 - أبو غريب - همفي/6x6
  - الكتيبتان 1-24 و2-24 غرب بغداد (البياع)
  - كتيبة 3-24 الآلية (AAslt) - أبو غريب HMMWV/6x6
  - 4-24 كتيبة آلية - دستور المعسكر (تدريب) DZIK3/HMMWV/6x6
  - كتيبة المدفعية الميدانية الرابعة والعشرون، مدفعية هاون عيار 120 مم ذات 9 أنابيب
  - كتيبة دعم اللواء 24 من المحتمل أن تكون مخططة
- اللواء الآلي 54 (مدافعو بغداد)
  - اللواء 54 من القوات الخاصة، لواء بغداد (المنصور)، مركبة همفي/6x6
  - 1-54 كتيبة آلية (AAslt) غرب بغداد (الكاظمية) HMMWV/6x6
  - الكتائب 2-54 و3-54 و4-54 في المنصور.

الفرقة مسؤولة عن قطاع غرب بغداد.
من المحتمل أن يُلحق اللواء 54 بالفرقة 15 الجديدة المُخطط لها في غرب بغداد. سيتم إنشاء هذه الفرقة مع الوحدات التي تزيد عن اللواء 25 كقاعدة في قاعدة كالسو للعمليات المتقدمة بالإسكندرية.
أُبلِغ سابقًا عن إعادة تسمية لواء بغداد السابق باسم اللواء 56. والآن، أعيد تبعيته للفرقة الآلية السادسة. في 22 ديسمبر 2009، أكمل 135 عضوًا من اللواء 56/6 دورات المشاة الميكانيكية وتأهلوا على ناقلة الأفراد المدرعة M113A2 في مدرسة معسكر تاجي للدروع. عادةً ما يكون لدى مركبات M113A2 طاقم من 2 لكل منها وتحمل 11 مشاة. يشير هذا العدد الكبير من الطاقم المتخرج إلى أن اللواء 56/6 يتحول إلى لواء أسلحة مشتركة أو لواء مدرع حيث أن هذا الطاقم لـ 6 سرايا من المشاة الميكانيكية. يمتلك اللواء 56/6 رقم لواء ينتمي إلى الفرقة 15 غير المشكلة ويمكن أن يكون مهمة مؤقتة في انتظار تشكيل فرقة جديدة.

## روابط خارجية
- معهد دراسات الحرب، معلومات أساسية عن الفرقة السادسة للجيش العراقي
- وكالة الاستخبارات المركزية، تشير إلى الفرقة المدرعة السادسة ، يوليو 1980| - ع - ن - ت حرب العراق (2003–2011)     | - ع - ن - ت حرب العراق (2003–2011)                                                                                                                                                                                                                                                                                                                                                                                                                                                                                                                                                                                                                                                                                                                                                                                                                                                                                                                                                                                                                                                                                                                                                                                                                                                                                                                                                                                                                                                                                                                                                                                                                                                                                  |
| -------------------------------------- | --- |
| - جزء من صراع العراق                   | |
| المقدمات                               | - الأساس المنطقي لحرب العراق - أنابيب الألومنيوم العراقية - أزمة نزع سلاح العراق - العراق وأسلحة الدمار الشامل - عمليات تزوير يورانيوم النيجر - برنامج الأسلحة البيولوجية العراقية - مبادرات السلام الفاشلة العراقية - مشروعية حرب العراق 2003 - الرأي العام في الولايات المتحدة بشأن غزو العراق - التغطية الإعلامية لحرب العراق - مقابلة صدام - انتهاكات مسندة إلى صدام حسين - حقوق الإنسان في العراق |
| الغزو                                  | - الخط الزمني لغزو العراق 2003 - التحضيرات لغزو العراق 2003 - القوات متعددة الجنسيات في العراق - معركة الناصرية - سقوط بغداد - معركة ممر ديبكة - إسقاط تمثال صدام في ساحة الفردوس - خطاب المهمة أنجزت - التكهن بأسلحة الدمار الشامل عقب غزو العراق عام 2003 - سلطة الائتلاف المؤقتة |
| الأحداث الرئيسة                        | - غزو العراق (2003) - إعدام صدام حسين (2006) - حرب العراق بمحافظة الأنبار (2003–2011) - جماعات مسلحة عراقية (2003–2011) - التمرد العراقي (2003–2006) - الحرب الأهلية العراقية (2006–2008) - اتفاق انسحاب القوات الأمريكية من العراق (2007–2011) |
| العمليات                               | \| 2003 \| - التنين محمول جوا [لغات أخرى]‏ - بابل القديمة - حربة البرق [لغات أخرى]‏ - بلدوغ ماموث [لغات أخرى]‏ - الإسهام الأسترالي - عقرب الصحراء [لغات أخرى]‏ - العمليات العسكرية للائتلاف - المطرقة الحديدية [لغات أخرى]‏ - العدالة الحديدية [لغات أخرى]‏ - آيفي بليزارد [لغات أخرى]‏ - التأخر في الشمال [لغات أخرى]‏ - Panther Squeeze [لغات أخرى]‏ - Peninsula Strike [لغات أخرى]‏ - عملية كوكب إكس - عملية الفجر الأحمر - عملية تليك \| \| 2004 \| - معركة سامراء - Bulldog Mammoth [لغات أخرى]‏ - عملية أطفال العراق - Iron Saber [لغات أخرى]‏ - معركة الفلوجة الثانية - معركة الفلوجة الثانية - Phantom Linebacker [لغات أخرى]‏ - Plymouth Rock [لغات أخرى]‏ - معركة الفلوجة الأولى - Warrior's Rage [لغات أخرى]‏ \| \| 2005 \| - Able Rising Force ‏ - Able Warrior ‏ - Badlands - عملية سايكلون - Dagger - Iron Hammer [لغات أخرى]‏ - ماتادور - New Market [لغات أخرى]‏ - الرمح - Squeeze Play [لغات أخرى]‏ - الستارة الفولاذية \| \| 2006 \| - الماجد - Gaugamela - Guardian Tiger ‏ - Iron Triangle [لغات أخرى]‏ - عملية ميدوسا - River Falcon ‏ - Scorpion - عملية سندباد [لغات أخرى]‏ - Swarmer - عملية معا إلى الأمام \| \| 2007 \| - عملية اللجاه [لغات أخرى]‏ - Arbead II ‏ - عملية آردنس [لغات أخرى]‏ - عملية النسر الأسود - عملية النسر المغوار - عملية فورسيث بارك - عملية فرض القانون - Leyte Gulf [لغات أخرى]‏ - Marne Avalanche [لغات أخرى]‏ - عملية شعلة مارن - عملية ماوتني [لغات أخرى]‏ - Phantom Strike [لغات أخرى]‏ - فانتوم ثاندر [لغات أخرى]‏ - Polar Tempest ‏ - Purple Haze ‏ - Saber Guardian [لغات أخرى]‏ - Sledgehammer - Stampede 3 [لغات أخرى]‏ - Tiger Hammer [لغات أخرى]‏ - عملية الحارس الشجاع - معركة بعقوبة \| \| 2008 \| - Operation Defeat Al Qaeda in the North - بشائر الخير - Operation Phantom Phoenix \| |
| ما بعد الحرب                           | - الأمر 81 - التمرد العراقي (2011–2013) - التدخل العسكري الدولي ضد تنظيم الدولة الإسلامية (داعش) (2014–الآن) - التدخل بقيادة الولايات المتحدة في العراق - الحرب الأهلية العراقية (2014–2017) (2014–2017) - التمرد العراقي (2017–الآن) (2017–الآن) |
| مواقف وآراء                            | - وجهات النظر حول غزو العراق عام 2003 - مشروعية غزو العراق عام 2003 - معارضة حرب العراق - احتجاجات ضد حرب العراق - نقد حرب العراق - مجلس الأمن الدولي وحرب العراق - المواقف الحكومية من حرب العراق قبل غزو العراق عام 2003 |
| جرائم الحرب                            | - مقتل الصحفيين بنيران القوات الأمريكية (2003) - مجزرة الفلوجة (2003) - إساءة معاملة السجناء والتعذيب في سجن أبي غريب (2004) - مجزرة حفلة عرس مكر الذيب (2004) - مجزرة حديثة (2005) - جرائم المحمودية (2006) - حادثة الإسحاقي (2006) - حادثة الحمدانية (2006) - الغارة الجوية على بغداد في 12 يوليو 2007 (2007) - مجزرة ساحة النسور (2007) - تسريب وثائق حرب العراق (2010) |
| التأثير                                | - لاجئون عراقيون - فريق الاستقصاء المتعلق بالعراق - أضرار بغداد خلال حرب العراق - نهب الآثار - مجلس الحكم العراقي - إعادة إعمار العراق - الإصلاح الاقتصادي في العراق - التكلفة المالية - ضحايا حرب العراق - لجنة تشيلكوت - حقوق الإنسان في العراق - كندا وحرب العراق |
| النصب التذكارية                        | - نصب العراق وأفغانستان التذكاري |
| قوائم                                  | - العمليات العسكرية في العراق من جانب الائتلاف بقيادة الولايات المتحدة - التفجيرات - إسقاطات الطيران والحوادث |
| الجدول الزمني للحرب                    | - 2003 - 2004 - 2005 - 2006 - 2007 - 2008 - 2009 - 2010 - 2011 |
| - تصنيف:حرب العراق - أخبار - ويكيميديا | |
| 2003                                   | - التنين محمول جوا [لغات أخرى]‏ - بابل القديمة - حربة البرق [لغات أخرى]‏ - بلدوغ ماموث [لغات أخرى]‏ - الإسهام الأسترالي - عقرب الصحراء [لغات أخرى]‏ - العمليات العسكرية للائتلاف - المطرقة الحديدية [لغات أخرى]‏ - العدالة الحديدية [لغات أخرى]‏ - آيفي بليزارد [لغات أخرى]‏ - التأخر في الشمال [لغات أخرى]‏ - Panther Squeeze [لغات أخرى]‏ - Peninsula Strike [لغات أخرى]‏ - عملية كوكب إكس - عملية الفجر الأحمر - عملية تليك |
| 2004                                   | - معركة سامراء - Bulldog Mammoth [لغات أخرى]‏ - عملية أطفال العراق - Iron Saber [لغات أخرى]‏ - معركة الفلوجة الثانية - معركة الفلوجة الثانية - Phantom Linebacker [لغات أخرى]‏ - Plymouth Rock [لغات أخرى]‏ - معركة الفلوجة الأولى - Warrior's Rage [لغات أخرى]‏ |
| 2005                                   | - Able Rising Force ‏ - Able Warrior ‏ - Badlands - عملية سايكلون - Dagger - Iron Hammer [لغات أخرى]‏ - ماتادور - New Market [لغات أخرى]‏ - الرمح - Squeeze Play [لغات أخرى]‏ - الستارة الفولاذية |
| 2006                                   | - الماجد - Gaugamela - Guardian Tiger ‏ - Iron Triangle [لغات أخرى]‏ - عملية ميدوسا - River Falcon ‏ - Scorpion - عملية سندباد [لغات أخرى]‏ - Swarmer - عملية معا إلى الأمام |
| 2007                                   | - عملية اللجاه [لغات أخرى]‏ - Arbead II ‏ - عملية آردنس [لغات أخرى]‏ - عملية النسر الأسود - عملية النسر المغوار - عملية فورسيث بارك - عملية فرض القانون - Leyte Gulf [لغات أخرى]‏ - Marne Avalanche [لغات أخرى]‏ - عملية شعلة مارن - عملية ماوتني [لغات أخرى]‏ - Phantom Strike [لغات أخرى]‏ - فانتوم ثاندر [لغات أخرى]‏ - Polar Tempest ‏ - Purple Haze ‏ - Saber Guardian [لغات أخرى]‏ - Sledgehammer - Stampede 3 [لغات أخرى]‏ - Tiger Hammer [لغات أخرى]‏ - عملية الحارس الشجاع - معركة بعقوبة |
| 2008                                   | - Operation Defeat Al Qaeda in the North - بشائر الخير - Operation Phantom Phoenix || العراق الغزو الأمريكي للعراق - - جاي غارنر - بول بريمر - الحكومة العراقية المؤقتة - غازي الياور - إياد علاوي - الانتخابات العراقية - جلال الطالباني - إبراهيم الجعفري - نوري المالكي - إعدام صدام حسين |
| تحرير |